# UB-117号潜艇
陛下之UB-117号艇是德意志帝国海军于第一次世界大战期间建造的其中一艘UB-III型近岸潜艇或称U艇。它由汉堡的布洛姆与福斯船厂承建，于1917年11月21日新船下水，至1918年6月6日交付使用。其全长55.3米，水面及水下排水量分别为519吨和649吨，艇载武器则包括五具500毫米鱼雷发射管以及一门105毫米口径甲板炮。UB-117号入役后曾相继被部署至佛兰德区舰队和第二区舰队，并参与了大西洋潜艇战。在三次巡逻期间，该艇合共击沉5艘协约国或中立国商船，容积总吨累计为9342吨。战后，根据对德停战协定的要求，UB-117号于1918年11月22日被引渡至英国哈维奇正式向协约国投降，至1920年在费利克斯托拆解报废。

## 设计
UB-117号是汉堡布洛姆与福斯船厂承建的第三批次（UB-103至UB-117号）UB-III型潜艇的末艇，由德意志帝国海军潜艇监察局于1917年2月8日订购，至同年11月21日下水。其全长55.30米，舷宽5.80米。艇体采用双壳体结构，水面及水下排水量分别为519吨和649吨，浮起时的吃水深度为3.70米。由于无需像UC-II型艇那样提供水雷布设装置，设计工程师对潜艇舷弧进行了优化，增大了司令塔体积，配备两具潜望镜，司令塔与控制室之间增加一道水密舱壁。这些改进显著提高了潜艇的水下机动性和生存力。为了达到更高的航速，UB-117号采用两台猛狮-伏尔铿六缸四冲程550匹公制馬力（405千瓦特）柴油机用于水面运行，以及两台394匹公制馬力（290千瓦特）的AEG电动发电机用于水下航行；水面最高航速13.3節（24.6每小時），水下7.5節（13.9每小時）；能够在水面以6節（11每小時）航速续航7,420海里（13,740），或以4節（7.4每小時）连续在水下航行55海里（102）而无需充电。
UB-117号的主武器为五具500毫米艇艏鱼雷发射管，其中艇艏四具采用层叠式布局分居两侧、艇艉一具，并可搭载合共10枚G6型鱼雷。辅助武器则是一门105毫米45倍径速射炮。其标准船员编制为3名军官加31名水兵。

## 服役历史
1918年6月6日，UB-117号正式入役，随即展开海试。其首任暨唯一一任艇长是曾执掌UC-3、UB-38、UC-69和UB-59号的王牌艇长、海军上尉埃尔温·瓦斯纳。完成海试后，该艇于8月24日被编入驻泽布吕赫的佛兰德区舰队，并参与了大西洋潜艇战，足迹遍及康沃尔沿岸、外赫布里底群岛和圣基尔达岛周边水域。在三次巡逻期间，该艇合共击沉5艘协约国或中立国商船，容积总吨累计为9342吨。其中，容积最大的受害者是2406总吨的英国货轮莱弗诺克号（Lavernock）；它于1918年9月17日从毕尔巴鄂运载铁矿石前往格拉斯哥途中，在距特里沃斯角西南约5海里（9.3）处遭鱼雷击沉。至10月初，随着德军从西线撤退，佛兰德基地遭废弃，该艇被转移回德国，并于10月4日编入第二区舰队，但未再参与巡逻。战后，根据对德停战协定的要求，UB-117号于1918年11月22日被引渡至英国哈维奇正式向协约国投降。然而在1919年1月19日，该艇与UB-101和UB-105号一同在哈维奇意外沉没。其残骸随后由英国海军部于1920年4月1日作价200英镑售予斯坦利拆船公司（Stanlee Shipbreaking and Salvage Co. Ltd.），并由后者大约于1926年完成打捞及拆解。

## 袭击历史摘要
| 日期          | 船名            | 船籍 | 吨位 | 结局 |
| ------------- | --------------- | ---- | ---- | ---- |
| 1918年9月16日 | 阿卡迪亚人号    | 英国 | 2305 | 击沉 |
| 1918年9月17日 | 莱弗诺克号      | 英国 | 2406 | 击沉 |
| 1918年9月18日 | 布法罗号        | 法國 | 2359 | 击沉 |
| 1918年9月18日 | 约翰·O·斯科特号 | 英国 | 1235 | 击沉 |
| 1918年9月18日 | 普里莫号        | 英国 | 1037 | 击沉 |

## 脚注
1. ↑  Rössler，第66頁.
2. 1 2  Helgason, Guðmundur. . German and Austrian U-boats of World War I - Kaiserliche Marine - Uboat.net.   [2022-06-10].
3. 1 2 3 4  Gröner 1991，第25-30頁.
4. 1 2  Helgason, Guðmundur. . German and Austrian U-boats of World War I - Kaiserliche Marine - Uboat.net.   [2015-03-10].
5. ↑  陈进，第239頁.
6. ↑  NARS，第58頁.
7. 1 2  Helgason, Guðmundur. . German and Austrian U-boats of World War I - Kaiserliche Marine - Uboat.net.   [2015-03-10].
8. ↑  Helgason, Guðmundur. . German and Austrian U-boats of World War I - Kaiserliche Marine - Uboat.net.   [2022-06-10].
9. ↑  Dodson & Cant，第129頁.